# Austin Lightning
El Austin Lightning fue un equipo de fútbol de los Estados Unidos que alguna vez jugó en la USL Premier Development League, la cuarta liga de fútbol en importancia en el país.

## Historia
Fue fundado en el año 2002 en la ciudad de Austin, Texas con el nombre Lafayette Lightning como un equipo de expansión de la USL Premier Development League para la temporada 2002. 
El club nunca supo lo que era clasificar a los playoffs ni tampoco llegó a participar en la US Open Cup hasta que en el año 2007 el club desapareció al finalizar la temporada debido al poco apoyo que recibía el club a raíz de que en la ciudad apoyaban más al Austin Astex.

## Temporadas
| Año  | División | Liga    | Temporada Regular | Playoffs     | US Open Cup  |
| ---- | -------- | ------- | ----------------- | ------------ | ------------ |
| 2002 | 4        | USL PDL | 3º, Mid South     | No clasificó | No clasificó |
| 2003 | 4        | USL PDL | 5º, Mid South     | No clasificó | No clasificó |
| 2004 | 4        | USL PDL | 7º, Mid South     | No clasificó | No clasificó |
| 2005 | 4        | USL PDL | 3º, Mid South     | No clasificó | No clasificó |
| 2006 | 4        | USL PDL | 5º, Mid South     | No clasificó | No clasificó |
| 2007 | 4        | USL PDL | 7º, Mid South     | No clasificó | No clasificó |

## Estadios
- St. Stephen's Episcopal School, Austin, Texas 2003
- Red Rock High School Field, Red Rock, Texas 2004
- Williamson County Regional Park, Leander, Texas 2003, 2005–06
- Noack Sports Complex, Austin, Texas 2005 (3 juegos)
- House Park, Austin, Texas 2005 (1 juegos)
- Tony Burger Center, Austin, Texas 2007

## Entrenadores
- Chris Veselka (2001-06)
- Jaime Mimbela (2007)

## Jugadores destacados
- Miguel Gallardo
- A. J. Godbolt
- Sonny Guadarrama